# Pedro María Iturriaga
Pedro María Iturriaga Zalbidea (Getxo, 7 aprile 1939 – Bilbao, 6 marzo 2006) è stato un calciatore spagnolo, di ruolo centrocampista.

## Carriera

### Club
Cresciuto nel Getxo, passa all'Athletic Bilbao con cui debutta nella Liga nella stagione 1960-1961. La sua partita d'esordio fu l'11 settembre 1960, Athletic-Barcellona (0-2).
Dopo sei stagioni con i baschi, con cui totalizza 93 partite ufficiali, si trasferisce al Calvo Sotelo, squadra che partecipa alla Segunda División e con la cui maglia termina la carriera nel 1969.